# Panamá, Mexiko
Panamá är en ort i Mexiko.   Den ligger i kommunen San Pedro och delstaten Coahuila, i den centrala delen av landet, 800 km nordväst om huvudstaden Mexico City. Panamá ligger 1 103 meter över havet och antalet invånare är 244.
Terrängen runt Panamá är mycket platt. Runt Panamá är det mycket glesbefolkat, med 3 invånare per kvadratkilometer. Närmaste större samhälle är Concordia, 11,7 km nordväst om Panamá. Omgivningarna runt Panamá är i huvudsak ett öppet busklandskap.